# Джейсън Уин
Джейсън Уин (на английски: Jason Wynn) е измислен персонаж, участващ в поредицата комикси Споун, създадени от Тод Макфарлън. Той седи начело на Националната система за сигурност. Разполага с поглед върху всички планове от тайни убийства до намеса на САЩ във вътрешните конфликти на друга страна.